# Ladevèze-Ville
Ladevèze-Ville är en kommun i departementet Gers i regionen Occitanien i sydvästra Frankrike. Kommunen ligger i kantonen Marciac som tillhör arrondissementet Mirande. År 2022 hade Ladevèze-Ville 214 invånare.

## Befolkningsutveckling
Antalet invånare i kommunen Ladevèze-Ville
Referens:INSEE